# Agnellus van Pisa

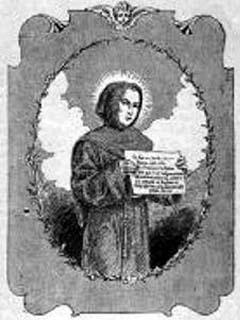
Agnellus van Pisa

Agnellus van Pisa (Pisa ca. 1194 - Oxford 13 maart 1236 (7 mei volgens de Franciscaanse kalender)) was een Italiaans franciscaan. Hij trad in bij de franciscanen in 1211 of 1212. In 1217 werd hij custos van Parijs in opdracht van Franciscus van Assisi. Van 1224 tot zijn dood in 1236 was hij de eerste provinciaal van de franciscanen van Engeland. Hij organiseerde de bouw van het studiehuis in Oxford en zorgde voor de benoeming van Robert Grosseteste als lector van de minderbroeders. Agnellus van Pisa was diaken, maar het generale kapittel in Assisi van 1230 droeg hem op zich tot priester te laten wijden. In 1233 trad hij op als ambassadeur van de Engelse koning. Hij stierf in 1236 en werd begraven in Oxford. In 1882 werd hij door paus Leo XIII zalig verklaard.